# ネズパース郡 (アイダホ州)
ネズパース郡（英: Nez Perce County）は、アメリカ合衆国アイダホ州の北中部に位置する郡である。人口は4万2090人（2020年）。郡庁所在地はルイストンであり、同郡で人口最大の都市である。郡名はネズ・パース族インディアンから採られた。
ネズパース郡はこの地域がワシントン準州であった1861年に創設された。1864年にアイダホ準州議会によって再編成された。
ネズパース郡はワシントン州アソティン郡 (ワシントン州)を含めて構成されるルイストン統計上都市圏に属している。

## 地理
アメリカ合衆国国勢調査局に拠れば、郡域全面積は856.36平方マイル (2,218.0 km2)であり、このうち陸地は849.08平方マイル (2,199.1 km2)、水域は7.28平方マイル (18.9 km2)で水域率は0.85％である。
郡内はクリアウォーター川とスネーク川という2つの川が流れ、ルイストンで合流して西に下っている。東からのクリアウォーター川と南からのスネーク川の流れがワシントン州との州境となり、さらに上流ではオレゴン州との州境になっている。州内で標高が最も低い地点はルイストンのスネーク川沿いにあり、そこから州内を離れ、ワシントン州に入る。アイダホ州の西側境界であるルイストンの北側は政治的な境界である。
郡の北部はコロンビア川盆地中流域の中で広くうねりの多いプレーリーのような地形であるパルースの一部になっており、農業地帯である。

### 隣接する郡
- レイタ郡 - 北
- クリアウォーター郡 - 北東
- ルイス郡 - 東
- アイダホ郡 - 南東
- ワローワ郡 (オレゴン州) - 南西
- アソティン郡 (ワシントン州) - 西
- ウィットマン郡 (ワシントン州) - 北西

### 国立保護地域
- クリアウォーター国立の森（部分）
- ネズパース国立歴史公園（部分）
- ワロワ・ウィットマン国立の森（部分）

### 高規格道路
- - アメリカ国道12号線
- - アメリカ国道95号線
- - アメリカ国道195号線
- - アイダホ州道3号線

## 政治
ネズパース郡は共和党の強力な地盤である。2004年のアメリカ合衆国大統領選挙では、共和党のジョージ・W・ブッシュが民主党候補のジョン・ケリーを58％対39％の得票率で破った。2008年の大統領選挙では、58％対39％と少し差は詰まったが、共和党のジョン・マケインが民主党のバラク・オバマを破った。

## 人口動態
以下は2000年国勢調査による人口統計データである。
| 基礎データ - 人口: 37,410人 - 世帯数: 15,286 世帯 - 家族数: 10,149 家族 - 人口密度: 17人/km2（44人/mi2） - 住居数: 16,203 軒 - 住居密度: 7軒/km2（19/mi2） 人種別人口構成 - 白人: 91.58% - アフリカン・アメリカン: 0.28% - ネイティブ・アメリカン: 5.31% - アジア人: 0.65% - 太平洋諸島系: 0.07% - その他の人種: 0.50% - 混血: 1.60% - ヒスパニック・ラテン系: 1.93% 先祖による構成 - ドイツ系：25.1％ - イギリス系：11.3％ - アメリカ人：11.0％ - アイルランド系：8.9％ - ノルウェー系：5.6％ 年齢別人口構成 - 18歳未満: 23.8% - 18-24歳: 10.0% - 25-44歳: 26.7% - 45-64歳: 23.0% - 65歳以上: 16.5% - 年齢の中央値: 38歳 - 性比（女性100人あたり男性の人口） - 総人口: 96.7 - 18歳以上: 93.8 | 世帯と家族（対世帯数） - 18歳未満の子供がいる: 29.0% - 結婚・同居している夫婦: 52.8% - 未婚・離婚・死別女性が世帯主: 9.3% - 非家族世帯: 33.6% - 単身世帯: 26.7% - 65歳以上の老人1人暮らし: 11.3% - 平均構成人数 - 世帯: 2.40人 - 家族: 2.90人 収入と家計 - 収入の中央値 - 世帯: 36,282米ドル - 家族: 44,212米ドル - 性別 - 男性: 34,688米ドル - 女性: 23,014米ドル - 人口1人あたり収入: 18,544米ドル - 貧困線以下 - 対人口: 12.2% - 対家族数: 8.6% - 18歳未満: 15.4% - 65歳以上: 6.7% |

## 都市と町

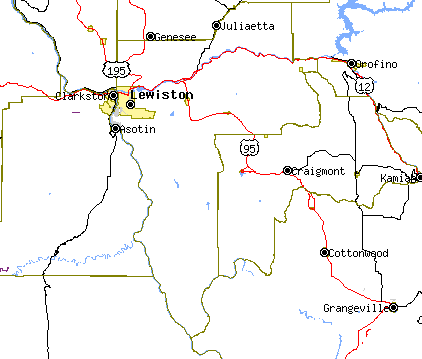
ネズパース郡の町と道路

### 都市
- ルイストン - 郡庁所在地
- カルデサック
- ラップウェイ
- ペック

### 未編入の町
| - キャベンディッシュ - ギフォード - ジャック | - レノア - マートル - サウスウィック | - スポルディング - スウィートウォーター - ワハ |